# 신화비아

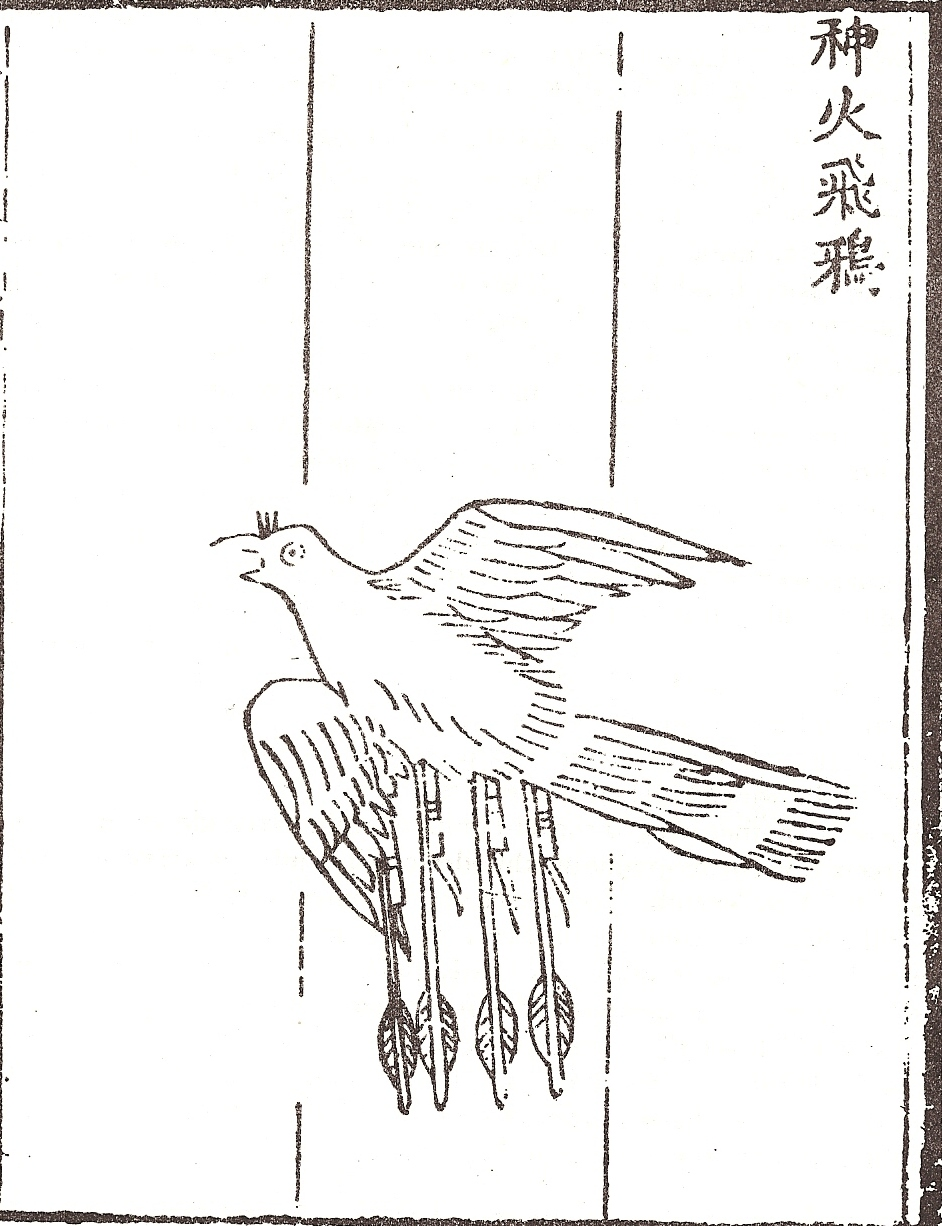
《화룡경》에 실린 신화비아의 삽화

신화비아(중국어 정체자: 神火飛鴉, 간체자: 神火飞鸦, 병음: Shénhuǒfēiyā 선훠페이야[*])는 중국 명나라 때 발명된 화약 무기로 새의 모습을 하고 있다.